# Turn-Weltmeisterschaften 2022
Die 51. Turn-Weltmeisterschaften im Kunstturnen fanden vom 29. Oktober bis zum 6. November 2022 in der englischen Stadt Liverpool, Vereinigtes Königreich, statt. Die Vergabe durch den Weltverband FIG erfolgte am 14. Mai 2018 auf einer Sitzung im türkischen Istanbul. Der Austragungsort war die bis zu 11.000 Zuschauer fassende M&S Bank Arena. Nach der WM 1993 in Birmingham, der WM 2009 in London und der WM 2015 in Glasgow waren die Titelkämpfe 2022 die vierten Weltmeisterschaften im Vereinigten Königreich.

## Medaillenspiegel
| Platz | Land                   | Gold | Silber | Bronze | Gesamt |
| ----- | ---------------------- | ---- | ------ | ------ | ------ |
| 1     | Vereinigte Staaten     | 3    | 4      | 1      | 8      |
| 2     | Volksrepublik China    | 3    | 2      | 0      | 5      |
| 3     | Japan                  | 2    | 3      | 3      | 8      |
| 4     | Vereinigtes Königreich | 2    | 1      | 3      | 6      |
| 5     | Brasilien              | 1    | 0      | 2      | 3      |
| 6     | Armenien               | 1    | 0      | 1      | 2      |
| 7     | Irland                 | 1    | 0      | 0      | 1      |
| 7     | Türkei                 | 1    | 0      | 0      | 1      |
| 9     | Kanada                 | 0    | 1      | 1      | 2      |
| 9     | Philippinen            | 0    | 1      | 1      | 2      |
| 11    | Deutschland            | 0    | 1      | 0      | 1      |
| 11    | Jordanien              | 0    | 1      | 0      | 1      |
| 13    | Belgien                | 0    | 0      | 1      | 1      |
| 13    | Frankreich             | 0    | 0      | 1      | 1      |
| 13    | Ukraine                | 0    | 0      | 1      | 1      |

## Medaillengewinner
| Disziplin       | Gold                 | Silber                 | Bronze                    |
| --------------- | -------------------- | ---------------------- | ------------------------- |
| Männer          |                      |                        |                           |
| Einzelmehrkampf | Daiki Hashimoto      | Zhang Boheng           | Wataru Tanigawa           |
| Teammehrkampf   | Volksrepublik China  | Japan                  | Vereinigtes Königreich    |
| Bodenturnen     | Giarnni Regini-Moran | Daiki Hashimoto        | Ryosuke Doi               |
| Seitpferd       | Rhys McClenaghan     | Ahmad Abu Al-Soud      | Harutjun Merdinjan        |
| Ringe           | Adem Asil            | Zou Jingyuan           | Courtney Tulloch          |
| Sprung          | Artur Dawtjan        | Carlos Yulo            | Ihor Radiwilow            |
| Barren          | Zou Jingyuan         | Lukas Dauser           | Carlos Yulo               |
| Reck            | Brody Malone         | Daiki Hashimoto        | Arthur Mariano            |
| Frauen          |                      |                        |                           |
| Einzelmehrkampf | Rebeca Andrade       | Shilese Jones          | Jessica Gadirova          |
| Teammehrkampf   | Vereinigte Staaten   | Vereinigtes Königreich | Kanada                    |
| Sprung          | Jade Carey           | Jordan Chiles          | Coline Devillard          |
| Stufenbarren    | Wei Xiaoyuan         | Shilese Jones          | Nina Derwael              |
| Schwebebalken   | Hazuki Watanabe      | Ellie Black            | Shoko Miyata              |
| Bodenturnen     | Jessica Gadirova     | Jordan Chiles          | Rebeca Andrade Jade Carey |

## Detaillierte Ergebnisse

### Männer

#### Einzelmehrkampf
| Rang | Athlet          | Boden  | Pferd  | Ringe  | Sprung | Barren | Reck   | Gesamt |
| ---- | --------------- | ------ | ------ | ------ | ------ | ------ | ------ | ------ |
|      | Daiki Hashimoto | 14,666 | 14,333 | 13,866 | 14,900 | 15,000 | 14,433 | 87,198 |
|      | Zhang Boheng    | 14,033 | 14,233 | 14,100 | 14,900 | 15,066 | 14,433 | 86,765 |
|      | Wataru Tanigawa | 14,266 | 13,766 | 13,833 | 15,000 | 14,766 | 13,600 | 85,231 |
| 4    | Brody Malone    | 14,133 | 13,766 | 13,666 | 14,500 | 14,366 | 14,500 | 84,931 |
| 5    | Jake Jarman     | 14,433 | 13,333 | 13,000 | 14,800 | 14,166 | 13,133 | 82,865 |
| 6    | Asher Hong      | 14,266 | 13,700 | 13,833 | 14,166 | 14,900 | 11,500 | 82,365 |
| 7    | Illja Kowtun    | 14,000 | 13,933 | 12,666 | 14,300 | 14,600 | 12,866 | 82,365 |
| 8    | Carlos Yulo     | 15,166 | 11,900 | 13,800 | 14,166 | 15,166 | 11,900 | 82,098 |

#### Boden
| Rang | Athlet               | Punkte |
| ---- | -------------------- | ------ |
|      | Giarnni Regini-Moran | 14,533 |
|      | Daiki Hashimoto      | 14,500 |
|      | Ryosuke Doi          | 14,266 |
| 4    | Benjamin Osberger    | 14,233 |
| 5    | Nicola Bartolini     | 14,233 |
| 6    | Ryu Sung-hyun        | 14,200 |
| 7    | Carlos Yulo          | 13,300 |
| 8    | Milad Karimi         | 12,100 |

#### Seitpferd
| Rang | Athlet             | Punkte |
| ---- | ------------------ | ------ |
|      | Rhys McClenaghan   | 15,300 |
|      | Ahmad Abu Al-Soud  | 14,866 |
|      | Harutjun Merdinjan | 14,733 |
| 4    | Nariman Kurbanov   | 14,533 |
| 5    | Stephen Nedoroscik | 14,400 |
| 6    | Loran de Munck     | 13,533 |
| 7    | Ryosuke Doi        | 12,933 |
| 8    | Filip Ude          | 12,500 |

#### Ringe
| Rang | Athlet              | Punkte |
| ---- | ------------------- | ------ |
|      | Adem Asil           | 14,933 |
|      | Zou Jingyuan        | 14,866 |
|      | Courtney Tulloch    | 14,733 |
| 4    | Artur Avetisyan     | 14,600 |
| 5    | You Hao             | 14,600 |
| 6    | Vahagn Davtyan      | 14,533 |
| 7    | Yuya Kamoto         | 14,466 |
| 8    | Donnell Whittenburg | 14,433 |

#### Sprung
| Rang | Athlet            | Punkte |
| ---- | ----------------- | ------ |
|      | Artur Dawtjan     | 15,050 |
|      | Carlos Yulo       | 14,950 |
|      | Ihor Radiwilow    | 14,733 |
| 4    | Gabriel Burtănete | 14,533 |
| 5    | Caio Souza        | 14,416 |
| 6    | Lee Jun-ho        | 14,316 |
| 7    | Wataru Tanigawa   | 13,999 |
| 8    | Kim Han-sol       | 13,900 |

#### Barren
| Rang | Athlet               | Punkte |
| ---- | -------------------- | ------ |
|      | Zou Jingyuan         | 16,166 |
|      | Lukas Dauser         | 15,500 |
|      | Carlos Yulo          | 15,366 |
| 4    | Ferhat Arıcan        | 15,066 |
| 5    | Jossimar Calvo       | 14,966 |
| 6    | Yuya Kamoto          | 14,900 |
| 7    | Giarnni Regini-Moran | 14,733 |
| 8    | Joe Fraser           | 14,700 |

#### Reck
| Rang | Athlet          | Punkte |
| ---- | --------------- | ------ |
|      | Brody Malone    | 14,800 |
|      | Daiki Hashimoto | 14,700 |
|      | Arthur Mariano  | 14,466 |
| 4    | Sun Wei         | 14,433 |
| 5    | Zhang Boheng    | 14,400 |
| 6    | Ilias Georgiou  | 14,300 |
| 7    | Yuya Kamoto     | 14,166 |
| 8    | Tyson Bull      | 13,766 |

### Frauen

#### Einzelmehrkampf
| Rang | Athletin         | Sprung | Stufenbarren | Schwebebalken | Boden  | Gesamt |
| ---- | ---------------- | ------ | ------------ | ------------- | ------ | ------ |
|      | Rebeca Andrade   | 15,166 | 13,800       | 13,533        | 14,400 | 56,899 |
|      | Shilese Jones    | 14,233 | 14,366       | 13,100        | 13,700 | 55,399 |
|      | Jessica Gadirova | 13,833 | 13,233       | 13,733        | 14,400 | 55,199 |
| 4    | Alice Kinsella   | 14.166 | 14.166       | 13.100        | 13.633 | 55.065 |
| 5    | Ellie Black      | 14,033 | 13,933       | 13,433        | 13,333 | 54,732 |
| 6    | Jade Carey       | 14,733 | 13,166       | 12,633        | 14,166 | 54,698 |
| 7    | Ou Yushan        | 13,100 | 13,200       | 13,866        | 13,733 | 53,899 |
| 8    | Miyata Shoko     | 14,233 | 12,866       | 12,966        | 13,733 | 53,798 |

#### Sprung
| Rang | Athletin         | Punkte |
| ---- | ---------------- | ------ |
|      | Jade Carey       | 14,516 |
|      | Jordan Chiles    | 14,350 |
|      | Coline Devillard | 14,166 |
| 4    | Ellie Black      | 14,116 |
| 5    | Shoko Miyata     | 13,999 |
| 6    | Lisa Vaelen      | 13,733 |
| 7    | Yeo Seo-jeong    | 13,349 |
| 8    | Lihie Raz        | 12,599 |

#### Stufenbarren
| Rang | Athletin        | Punkte |
| ---- | --------------- | ------ |
|      | Wei Xiaoyuan    | 14,966 |
|      | Shilese Jones   | 14,766 |
|      | Nina Derwael    | 14,700 |
| 4    | Elisabeth Seitz | 14,366 |
| 5    | Sanna Veerman   | 14,166 |
| 6    | Luo Rui         | 13,800 |
| 7    | Naomi Visser    | 13,233 |
| 8    | Rebeca Andrade  | 12,800 |

#### Schwebebalken
| Rang | Athletin        | Punkte |
| ---- | --------------- | ------ |
|      | Hazuki Watanabe | 13,600 |
|      | Ellie Black     | 13,566 |
|      | Shoko Miyata    | 13,533 |
| 4    | Marine Boyer    | 13,300 |
| 5    | Skye Blakely    | 13,300 |
| 6    | Ou Yushan       | 13,000 |
| 7    | Zsófia Kovács   | 12,733 |
| 8    | Rebeca Andrade  | 12,733 |

#### Boden
| Rang | Athletin          | Punkte |
| ---- | ----------------- | ------ |
|      | Jessica Gadirova  | 14,200 |
|      | Jordan Chiles     | 13,833 |
|      | Rebeca Andrade    | 13,733 |
|      | Jade Carey        | 13,733 |
| 5    | Naomi Visser      | 13,666 |
| 6    | Martina Maggio    | 13,533 |
| 7    | Jennifer Gadirova | 13,166 |
| 8    | Shoko Miyata      | 13,066 |